# Коноплянка (Кропивницький район)
Коноплянка — колишній населений пункт в Кіровоградській області. Підпорядковувалось Первозванівській сільській раді.

## Стислі відомості
Підпорядковувалось в 1930-х роках Зінов'євській міській раді Одеської області.
В часі Голодомору 1932—1933 років нелюдською смертю померло не менше 9 людей.
За хрущовських реформ приєднане до села Первозванівка.